# Mulberry (Florida)
Mulberry es una ciudad ubicada en el condado de Polk en el estado estadounidense de Florida. En el Censo de 2010 tenía una población de 3.817 habitantes y una densidad poblacional de 254,45 personas por km².

## Geografía
Mulberry se encuentra ubicada en las coordenadas 27°54′29″N 81°57′53″O / 27.90806, -81.96472. Según la Oficina del Censo de los Estados Unidos, Mulberry tiene una superficie total de 15 km², de la cual 13.52 km² corresponden a tierra firme y (9.86%) 1.48 km² es agua.

## Demografía
Según el censo de 2010, había 3.817 personas residiendo en Mulberry. La densidad de población era de 254,45 hab./km². De los 3.817 habitantes, Mulberry estaba compuesto por el 79.51% blancos, el 14.62% eran afroamericanos, el 0.26% eran amerindios, el 0.5% eran asiáticos, el 0.03% eran isleños del Pacífico, el 3.38% eran de otras razas y el 1.7% pertenecían a dos o más razas. Del total de la población el 12.78% eran hispanos o latinos de cualquier raza.